# Medalla Castelao
La Medalla Castelao és una condecoració de caràcter civil atorgada per la Xunta de Galícia, el govern autonòmic de Galícia (Espanya). Distingeix l'obra artística, literària, intel·lectual o de qualsevol altre tipus d'una personalitat gallega distingida.

## Disseny
Va ser creada en 1984 amb motiu de la tornada a Galícia de les restes de Castelao el 28 de juny d'aquest any. Segons el Decret de creació de la Medalla:
| « | (...) la perfecció, el simbolisme o la transcendència de les obres és el reflex d'un treball conscientment realitzat amb lliurament i amb fe en la cultura, en la història i en l'ésser d'un poble. | » |

La insígnia de la Medalla Castelao té unes dimensions de 50 mil·límetres en el seu eix major i 36 en el menor. En el seu anvers, reprodueix la creu aspada que va dissenyar Castelao per il·lustrar el seu llibre As creuis de pedra en la Galiza, que recull un estudi detallat en el qual es descriu la història, significat i tipologia dels creuers gallecs (cruceiros). La creu està situada sobre un fons de color blau amb la forma de tres quartes parts d'una circumferència i acompanyat de la llegenda "Deus fratresque Gallaeciae", que és llatí significa Déu protegeixi a Galícia. En el revers es mostra, gravat, el nom de la persona distingida i la data de concessió. La medalla va subjecta mitjançant un cordó doble, trenat, blanc i blau que són els colors de Galícia.

## Llista de guardonats
| Any  | Guardonats |
| ---- | --- |
| 1984 | Ricardo Carvalho Calero Xosé Filgueira Valverde Ánxel Fole Antón Fraguas Emilio González López Xaquín Lorenzo Ramón Martínez López Isidro Parga Pondal Valentín Paz Andrade                                                     |
| 1985 | Xesús Canabal Xosé Fernández López Francisco Fernández del Riego Xaime Seixas Ramón Piñeiro |
| 1986 | Ben Cho Shey Xoán Rof Carballo Enrique Vidal Abascal Euloxio Gómez Franqueira Ramiro Isla Couto |
| 1987 | Manuel Beiras Xaime Isla Couto Ramón García Briones Manuel Meilán Martínez Maruxa Méndez Xulio Prieto Nespereira |
| 1988 | Miguel Anxo Araúxo Iglesias Xosé Neira Vilas Giuseppe Tavani Gonzalo Torrente Ballester María Casares Camilo José Cela Rafael Martínez Cortiña                                                                                  |
| 1989 | María del Carmen Arias Díaz de Rábago Basilio Losada Laxeiro Luis Suárez Fernando Rey Bibiano Fernández Osorio-Tafall |
| 1990 | Elena Quiroga Alejandro de la Sota Luís Moure Mariño Felipe Fernández Armesto José Luis Puente Domínguez José María Acuña López Manuel Torres Martínez                                                                          |
| 1991 | Manuel Cordo Boullosa Xosé Ramón Barreiro Real Academia Galega de Xurisprudencia e Lexislación Xosé López Calo Maruxa Villanueva Ignacio Ribas Marqués                                                                          |
| 1992 | Mario Vázquez Raña Jorge Castillo Antonio Couceiro Tovar Amancio Ortega José Antonio García Caridad Alejandro Outeiriño Nélida Piñon José Regojo Eduardo Sánchez Millares                                                       |
| 1993 | Benigno Moure Leopoldo Nóvoa José Ángel Valente Amado Ricón Paolo Caucci von Saucken Antonio Iglesias Álvarez José Peña Guitián Ramón Vázquez Molezún                                                                           |
| 1994 | Xesús Ferro Ruibal Andrés Fernández-Albalat Lois Ricardo Pérez Rosón Benito Varela Jácome Xosé Trapero Pardo Marisol Bueno Hipólito de Sá Bravo Ángel Rodríguez González                                                        |
| 1995 | Amancio Prada Luz Pozo Garza Pura Vázquez Roberto Verino Xosé Díaz Jácome Gonzalo Fernández Martínez Eduardo García-Rodeja Francisco Gómez Xosé Gómez Posada-Curros Rogelio Groba Groba Xosé Sesto López Francisco Leal Ínsua   |
| 1996 | Dieter Kremer Manuel Gallego Jorreto Borobó Francisco Río Barja Manuel Sánchez Salorio Pilar Vázquez Cuesta Ramón Varela Núñez Xohana Torres Antonio Meijide Pardo Antonio Pernas Manuel Gómez Álvarez                          |
| 1997 | María Victoria Fernández-España Ramón Berguer Florentino Cacheda Juan Ramón Díaz-Jácome Casimiro Durán María Victoria de la Fuente Alonso Gregorio Varela Rita Regojo Manuel Remuñán José Antonio Lois Estévez Segundo Hevia    |
| 1998 | José Luis Barros Malvar Luís Caruncho Dionisio Gamallo Fierros Marina Mayoral John Rutherford Julián Trincado José Ignacio Poch Gutiérrez de Caviedes Juan Manuel Pérez López                                                   |
| 1999 | Manuel María Carreira Vérez Xosé Manuel Castelao Bragaña Kina Fernández Carlos García Bayón Xosé Ramón Vázquez Sandes Luis Gras Tous Avelino García Melle Xosé Luís Méndez Rafael Taboada Vázquez Emilio Barcia García-Villamil |
| 2000 | Carlos Baliñas Francisco Leiro Chus Lago Álvaro Campos Fernando Caldeiro Caínzos Alfonso Zulueta de Haz Elixio Rivas Quintas Xoán Ramón Quintás José Carlos Martínez Pérez Mendaña                                              |
| 2001 | Javier Riera Amancio Amaro Antonio Pol González Carlos Otero Díaz Ramón Gómez Crespo Arturo López Domínguez Juan José Oliveira Viéitez Fernando Ónega Hipólito Rey Mosquera                                                     |
| 2002 | Juan José Barcia Goyanes Adolfo Domínguez Julio Fernández Rodríguez Blanca Jiménez Alonso María do Carmo Kruckenberg Constantino García Xulio Fernández Gayoso Feliciano Barrera                                                |
| 2003 | Pedro Campos Fina Casalderrey Gonzalo Rodríguez Mourullo Manuel Mallo Elena Arregui Concepción Teijeiro Revilla Andrés Quintá Cortiñas Natalia Lamas Vázquez                                                                    |
| 2004 | Milladoiro Rosalía Mera Arquivo da Emigración Galega María Dolores Daparte Souto Blanca García Montenegro Xosé González Martínez Manuel Lucas Álvarez Xaime Quessada Juan Vieites Baptista de Sousa Rosa Puente Foglia          |
| 2005 | María Xosé Cimadevila Luís González Tosar Manuel Jove José Luis Outeiriño Milagros Rey Hombre Darío Villanueva Natasha Vázquez Ruíz Rigoberto Senarega Ernesto Daranas Serrano                                                  |
| 2006 | Avelino Pousa Antelo Olga Gallego Ángel Carracedo |
| 2007 | Fundación Érguete A Nosa Terra Proxecto Galicia |
| 2008 | Maximino Zumalave María Inmaculada Paz Andrade Xosé Lois González Vázquez, "O Carrabouxo" |
| 2009 | Marcos Valcárcel Tarsy Carballas Fernando Diz-Lois Luciano García Alén Fernando Pérez-Barreiro Nolla |
| 2010 | Antón Lamazares César Antonio Molina Luz Casal Rosalina Celada Prudencia Santasmarinas |
| 2011 | Roberto Tojeiro Rodríguez Modesto Seara Luís Espada Recarey María del Carmen Porto Antonio Fernández de Buján |
| 2012 | Míchel Salgado Arsenio Iglesias Manuela López Besteiro Federico Martinón Sánchez Román García Varela |
| 2013 | Úrsula Heinze Coral de Ruada Hilda Rodríguez Hijos de Rivera Carlos Núñez The Chieftains |
| 2014 | Carmen Fraga Estévez Gaitas Seivane Pilar Iglesias Osorio Juan Carlos Estévez Fernández-Novoa Francisco Javier Pitillas Torras                                                                                                  |
| 2015 | Verónica Boquete Giadáns José Domingo Castaño Solar Carlos Fernández-Nóvoa Rede Galega contra a Trata Vaca Films |
| 2016 | Alfredo Conde Cid Xerardo Estévez Fernández María Teresa Miras Portugal Xosé Antonio Vilaboa Coro Cántigas da Terra |
| 2017 | Xosé Ramón Gayoso Xusto Beramendi Cristina Pato Centro Oceanográfico de Vigo Grupo Nove |
| 2018 | Isabel Aguirre de Urcola María José Alonso Fernández Jesús Domínguez Fernández Xesús Mato Mato Carteros Rurales de Galicia |
| 2019 | María G. Crespo Leiro Jeanne Picard Mahaut Teresa Portela Rivas Benedicta Sánchez Vila Redeiras de Galicia |
| 2020 | Pilar García-Cernuda Lago Ana Peleteiro Brión Xosé Manuel Piñeiro Borrajo A Roda Asociacións de Amigos do Camiño de Santiago |